# Liste der Biografien/Aud
Liste der Biografien |
Portal Biografien |
Personensuche
# |
A |
B |
C |
D |
E |
F |
G |
H |
I |
J |
K |
L |
M |
N |
O |
P |
Q |
R |
S |
T |
U |
V |
W |
X |
Y |
Z |
?
 
Aa |
Ab |
Ac |
Ad |
Ae |
Af |
Ag |
Ah |
Ai |
Aj |
Ak |
Al |
Am |
An |
Ao |
Ap |
Aq |
Ar |
As |
At |
Au |
Av |
Aw |
Ax |
Ay |
Az
 
Aua |
Aub |
Auc |
Aud |
Aue |
Auf |
Aug |
Auh |
Aui |
Auj |
Auk |
Aul |
Aum |
Aun |
Aup |
Aur |
Aus |
Aut |
Auv |
Auw |
Aux |
Auz
Die Liste der Biografien führt alle Personen auf, die in der deutschsprachigen Wikipedia einen Artikel haben. Dieses ist eine Teilliste mit 133 Einträgen von Personen, deren Namen mit den Buchstaben „Aud“ beginnt.

## Aud
- Aud die Tiefsinnige, Königin von Dublin, Stammmutter vieler Isländer

### Auda
- Auda Abu Tayi (1874–1924), arabischer Stammesfürst und Krieger
- Auda, Jasser (* 1966), ägyptischer-britischer islamischer Rechtsgelehrter
- Audacia Margarethe (1196–1270), polnische Prinzessin und Gräfin von Schwerin
- Audain, Anne (* 1955), neuseeländische Mittel- und Langstreckenläuferin
- Audain, Léon (1862–1930), haitianischer Mediziner, Bakteriologe, Parasitologe, Gelehrter und Diplomat
- Audaire, Armand (1924–2013), französischer Radrennfahrer

### Aude
- Aude (1947–2012), kanadische Schriftstellerin
- Audé, Dave (* 1969), US-amerikanischer Remixer und House-DJ
- Aude, Joseph (1755–1841), französischer Schriftsteller
- Aude, Peter (* 1957), dänischer Schauspieler
- Audebert, Heiliger; Bischof
- Audebert, Jean Baptiste (1759–1800), französischer Naturforscher und Maler
- Audebert, Joseph Peter (1848–1933), deutscher Naturforscher
- Audeguil, Jean-Fernand (1887–1956), französischer Politiker
- Audeguy, Stéphane (* 1964), französischer Schriftsteller, Literaturwissenschaftler und Lehrer
- Audehm, Dirk (* 1967), deutscher Schauspieler, Theaterregisseur und Sänger
- Audehm, Gerd (* 1968), deutscher Radsportler
- Audehm, Hans-Jürgen (* 1940), deutscher Slawist und Parteifunktionär (SED)
- Audehm, Thomas (* 1967), deutscher Fußballspieler
- Audel, Johan (* 1983), französischer Fußballspieler mit Wurzeln in Martinique
- Audel, Thierry (* 1987), französischer Fußballspieler
- Audelahis, Herzog von Benevent
- Audemars, Edmond (1882–1970), Schweizer Radrennfahrer, Flugpionier und Unternehmer
- Audemars, Mina (1883–1971), Schweizer Pädagogin
- Auden, W. H. (1907–1973), englischer Schriftsteller, der 1946 die amerikanische Staatsbürgerschaft annahm
- Audenaert, Tom (* 1979), belgischer Schauspieler
- Audenrieth, Roland (* 1979), deutscher Skispringer
- Auder, Michel (* 1945), französischer Fotograf und Filmemacher
- Auderer, Johann (* 1845), deutscher Arbeiter und Politiker (SPD), MdL
- Audero, Emil (* 1997), italienischer FußballtorhüterEmil Audero (* 1997)

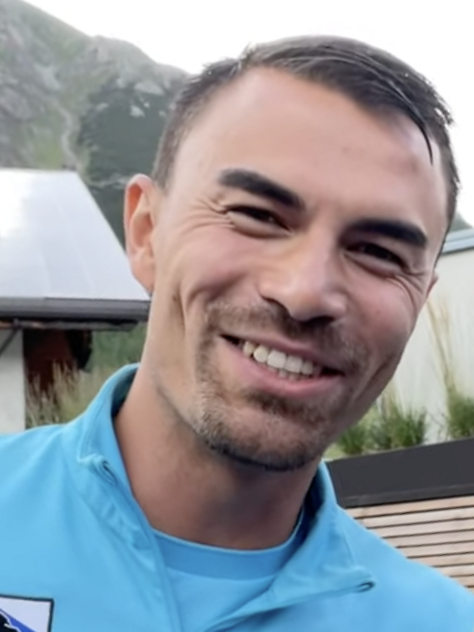
Emil Audero (* 1997)

- Auderset, André (* 1959), Schweizer Politiker (LDP)
- Auderset, Bruno (* 1927), Schweizer Journalist
- Auderset, Ronald (* 1989), Schweizer Skeletonpilot
- Auderska, Halina (1904–2000), polnische Schriftstellerin, Dramatikerin, Hörspielautorin, Publizistin, Lexikografin und Politikerin
- Audet, Lionel (1908–1989), kanadischer Geistlicher und Weihbischof in Québec
- Audet, Noël (1938–2005), kanadischer Schriftsteller
- Audet, René (1920–2011), kanadischer Geistlicher und römisch-katholischer Bischof von Joliette
- Audétat, Pierre (* 1968), Schweizer Fusion- und Jazzmusiker (Keyboards, Komposition)
- Audette, Anna Held (1938–2013), US-amerikanische Malerin und Fotografin
- Audette, Donald (* 1969), kanadischer Eishockeyspieler und -scout

### Audi
- Audi, Pierre (1957–2025), französisch-libanesischer Theaterregisseur und -intendant
- Audi, Robert (* 1941), US-amerikanischer Philosoph
- Audiard, Jacques (* 1952), französischer Filmregisseur und DrehbuchautorJacques Audiard (* 1952)

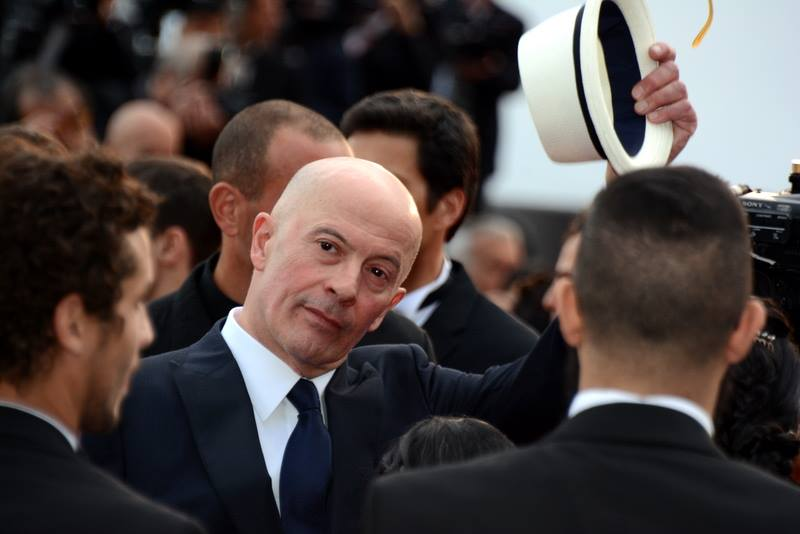
Jacques Audiard (* 1952)

- Audiard, Michel (1920–1985), französischer Drehbuchautor und Regisseur
- Audiat, Jean (1903–1991), französischer Klassischer Archäologe und Gräzist
- Audiat, Pierre (1891–1961), französischer Journalist, Romanist und Literaturwissenschaftler
- Audibert, Urbain (1789–1846), französischer Gärtner, Florist und Pflanzenzüchter in Tarascon
- Audiberti, Jacques (1899–1965), französischer Schriftsteller und Journalist
- Audick, Janina (* 1973), deutsche Bühnen- und Kostümbildnerin
- Audickas, Adomas Ąžuolas (* 1982), litauischer Finanzist und Politiker, stellvertretender Wirtschaftsminister Litauens
- Audien (* 1992), US-amerikanischer DJ und Produzent
- Audifax, persischer Arzt und christlicher Märtyrer
- Audiffredi, Giovanni Battista (1714–1794), italienischer Dominikaner und Gelehrter
- Audiffren, Marcel, französischer Physiker und Benediktiner-Abt
- Audiffret-Pasquier, Gaston d’ (1823–1905), französischer Politiker
- Audigier, Christian (1958–2015), französischer Modedesigner und UnternehmerChristian Audigier (1958–2015)

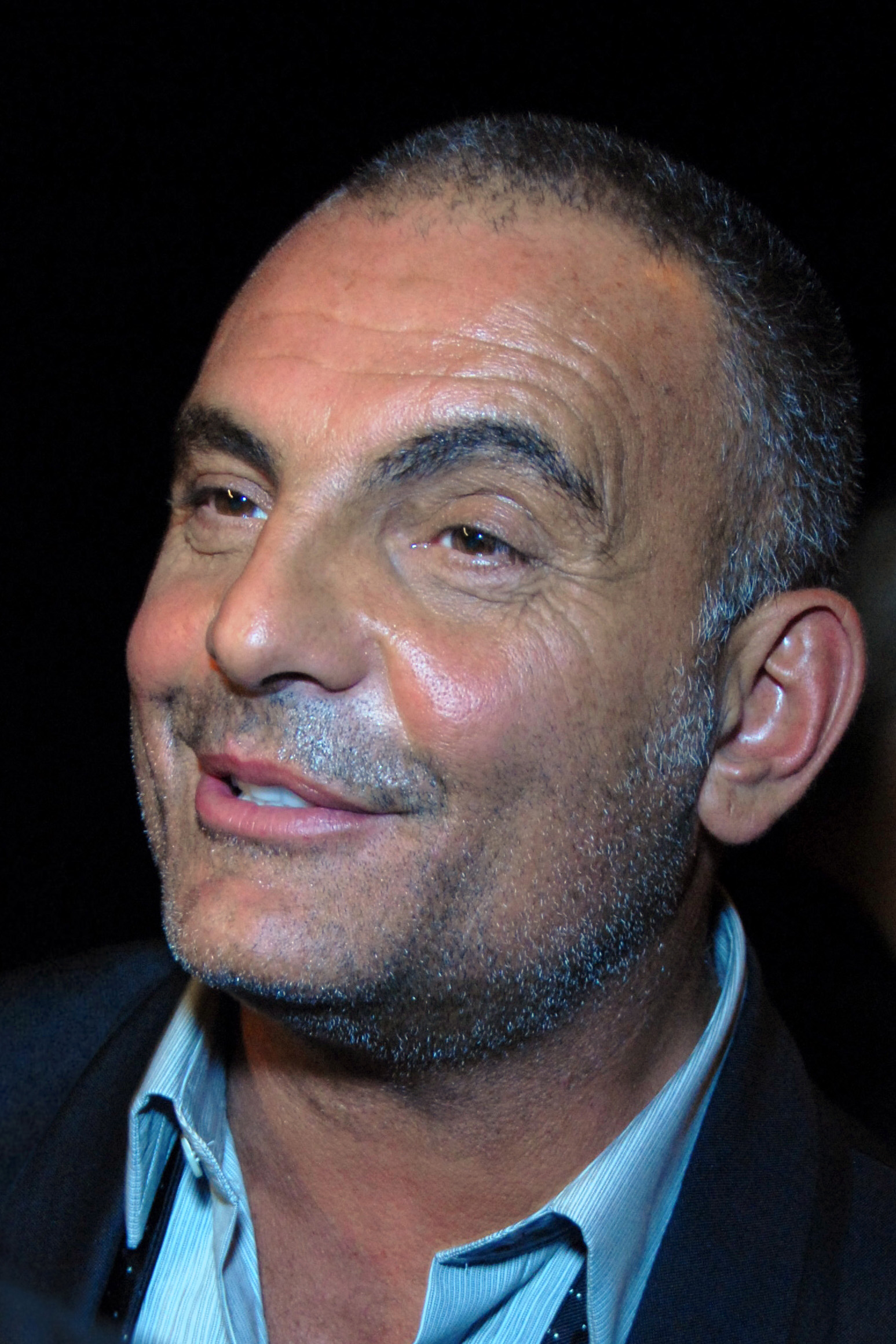
Christian Audigier (1958–2015)

- Audin, Marius (1872–1951), französischer Historiker, Drucker und Verleger
- Audin, Maurice (* 1932), französischer Mathematiker
- Audin, Michèle (* 1954), französische Mathematikerin
- Audina, Mia (* 1979), niederländische Badmintonspielerin
- Audinet, André (1898–1948), französischer Mittelstreckenläufer
- Audinet-Serville, Jean-Guillaume (1775–1858), französischer Entomologe
- Audio88 (* 1983), deutscher MC
- Audirac, Javier, mexikanischer Filmregisseur, Drehbuchautor und Schauspieler
- Audisio, Gabriel (1900–1978), französischer Schriftsteller
- Audisio, Walter (1909–1973), italienischer Politiker und WiderstandskämpferWalter Audisio (1909–1973)

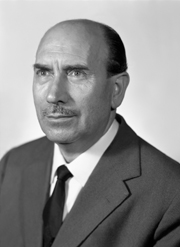
Walter Audisio (1909–1973)

- Auditor, Michael (1942–2023), deutscher Politiker (SPD), MdL

### Audl
- Audland, Christopher (1926–2019), britischer Diplomat
- Audley, Anselm (* 1982), britischer Fantasy-Autor
- Audley, Eleanor (1905–1991), US-amerikanische Schauspielerin und Synchronsprecherin
- Audley, Gordon (1928–2012), kanadischer Eisschnellläufer
- Audley, Henry, englischer Adliger
- Audley, Hugh, 1. Baron Audley of Stratton Audley, englischer Adliger
- Audley, James, englischer Magnat, Justiciar of Ireland
- Audley, James, englischer Ritter
- Audley, James, englischer Militär, Ritter des Hosenbandordens
- Audley, James, 3. Baron Audley of Heleigh (1312–1386), englischer Magnat
- Audley, Maxine (1923–1992), britische Schauspielerin
- Audley, Nicholas, 1. Baron Audley of Heleigh († 1299), englischer Magnat
- Audley, Nicholas, 2. Baron Audley of Heleigh (* 1289), englischer Magnat
- Audley, Nicholas, 4. Baron Audley of Heleigh († 1391), englischer Adliger
- Audley, Thomas, 1. Baron Audley of Walden († 1544), englischer Jurist und Politiker, sowie Lordkanzler von England (1533–1544)

### Audo
- Audo, Antoine (* 1946), syrischer Bischof der chaldäisch-katholischen Kirche
- Audo, Joseph (1790–1878), Patriarch von Babylon der chaldäisch-katholischen Kirche
- Audo, Thomas (* 1855), Bischof der chaldäisch-katholischen Kirche, Semitist
- Audofleda, Tochter des Merowingers Childerich I. und der Basena von Thüringen
- Audogar, Klostergründer und erster Abt von Kempten
- Audoin, Herrscher der Langobarden
- Audoin-Rouzeau, Stéphane (* 1955), französischer Historiker
- Audomar, Bischof
- Audorf, Ernst Jacob von (1639–1705), Militäringenieur und Romanautor
- Audorf, Gerhard (1927–1999), deutscher Leichtathlet und Bauingenieur
- Audorf, Jacob (1835–1898), deutscher Dichter, Redakteur und Aktivist der Arbeiterbewegung
- Audorf, Jakob der Ältere (1807–1891), deutscher Haartuchweber und Mitbegründer des ADAV
- Audörsch, Oskar (1898–1991), deutscher Generalmajor
- Audouard, Olympe (1832–1890), französische Feministin
- Audouard, Yvan (1914–2004), französischer Schriftsteller
- Audouin, Pierre (1768–1822), französischer Zeichner und Kupferstecher
- Audouin, Victor (1797–1841), französischer Naturforscher, Entomologe und Ornithologe
- Audouin-Dubreuil, Louis (1887–1960), französischer Soldat und Expeditionsteilnehmer
- Audoul, France (1894–1977), französische Malerin, Mitglied der Résistance und KZ-Häftling
- Audoux, Marguerite (1863–1937), französische Romanschriftstellerin
- Audovera († 580), fränkische Aristokratin

### Audr
- Audra, Paul (1869–1948), französischer Maler und Kunstpädagoge
- Audran, Benoît der Ältere (1661–1721), französischer Kupferstecher
- Audran, Edmond (1840–1901), französischer Organist und Operetten-Komponist
- Audran, Gérard (1640–1703), französischer Kupferstecher
- Audran, Stéphane (1932–2018), französische Schauspielerin
- Audret, Pascale (1935–2000), französische Schauspielerin
- Audretsch, Andreas (* 1984), deutscher Politiker (Bündnis 90/Die Grünen), MdB
- Audretsch, David B. (* 1954), US-amerikanischer Wirtschaftswissenschaftler und Hochschullehrer
- Audrieth, Ludwig Frederick (1901–1967), US-amerikanischer Chemiker
- Audring, Gert (* 1944), deutscher Althistoriker
- Audry, Colette (1906–1990), französische Schriftstellerin, Dramaturgin und Drehbuchautorin
- Audry, Jacqueline (1908–1977), französische Filmregisseurin

### Auds
- Audschali, Ali (* 1944), libyscher Diplomat
- Audsejeu, Michail (* 1982), belarussischer Gewichtheber
- Audsley, Mick (* 1949), britischer Filmeditor
- Audsley, Nick (* 1982), britischer Schauspieler

### Audu
- Audu, Jean (1908–1978), französischer Tierarzt und Politiker
- Audu, Matthew Ishaya (* 1959), nigerianischer Geistlicher und römisch-katholischer Erzbischof von Jos
- Audu, Musa (* 1980), nigerianischer Leichtathlet
- Audubon, John James (1785–1851), US-amerikanischer Ornithologe und ZeichnerJohn James Audubon (1785–1851)
- Audulf, Fürst in Friesland

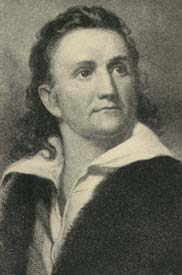
John James Audubon (1785–1851)

- Audulf († 818), ostfränkischer Adeliger
- Audun Hugleiksson (1245–1302), norwegischer Politiker
- Auðunn Atlason (* 1971), isländischer Diplomat und Botschafter Islands in Deutschland
- Auður Auðuns (1911–1999), isländische Politikerin
- Auður Ava Ólafsdóttir (* 1958), isländische Schriftstellerin
- Auður Jónsdóttir (* 1973), isländische Schriftstellerin und freie Journalistin

### Audy
- Audy, Jean-Pierre (* 1952), französischer Politiker (UMP), MdEP
- Audy, Jules (1912–1989), kanadischer Radrennfahrer